# Roman Meissner (nauczyciel)
Roman Meissner (ur. 17 lutego 1852 w Śliwniku k. Odolanowa, zm. 13 kwietnia 1940 w Poznaniu) – nauczyciel polski, obrońca polskości w szkołach średnich Pomorza i Wielkopolski.

## Życiorys
Był synem Antoniego i Józefy z domu Molinek. Ukończył gimnazjum w Śremie, studia z zakresu filologii klasycznej odbył na Uniwersytecie Wrocławskim. W okresie studiów pełnił przez cztery lata (1872–1876) funkcję prezesa Towarzystwa Literacko-Słowiańskiego. 25 stycznia 1879 złożył z wynikiem pozytywnym egzamin uprawniający do wykonywania zawodu nauczyciela języków łacińskiego, greckiego i polskiego oraz historii starożytnej.
W latach 1879–1889 był nauczycielem w progimnazjum w Świeciu, w latach 1889–1902 w gimnazjum w Starogardzie Gdańskim. Głównym jego przedmiotem nauczania pozostawały języki klasyczne; języka polskiego nie było w programie nauczania i Meissner udzielał jedynie lekcji prywatnych. W 1899 otrzymał tytuł profesora. Władze pruskie ceniły go jako nauczyciela zdyscyplinowanego i dobrego dydaktyka, niemniej jednak poczucie polskości Meissnera, utrzymywane przez niego kontakty towarzyskie z Polakami starogardzkimi i prowadzenie rozmów po polsku zarówno w domu, jak i poza nim, doprowadziły do uznania go za osobę "niebezpieczną dla niemczyzny". W efekcie wiosną 1901 przeniesiony został do gimnazjum w Goesfeld pod Münster.
W 1912 Meissner powrócił do Wielkopolski i został nauczycielem gimnazjalnym w Rogoźnie. Opiekował się polską młodzieżą w sposób dyskretny, ostrzegał przed niebezpieczeństwami, zezwalał na działalność Towarzystwa Tomasza Zana. W kółku tej organizacji działał jego syn Józef, a członkowie spotykali się w domu Meissnera.
25 marca 1919 Naczelna Rada Ludowa powierzyła Meissnerowi obowiązki dyrektora gimnazjum w Rogoźnie, wraz z zadaniami polonizacji i reorganizacji szkoły. Na tym stanowisku pracował do 1928, kiedy przeszedł na emeryturę. Przeniósł się wówczas do Poznania. Zmarł w Poznaniu 13 kwietnia 1940.
Z małżeństwa z Marią z Jordanów miał wspomnianego syna Józefa, notariusza w Zbąszyniu, zamordowanego w obozie koncentracyjnym w Mauthausen.

## Ordery i odznaczenia
- Krzyż Oficerski Orderu Odrodzenia Polski (7 listopada 1925)[1]